# Avalonia

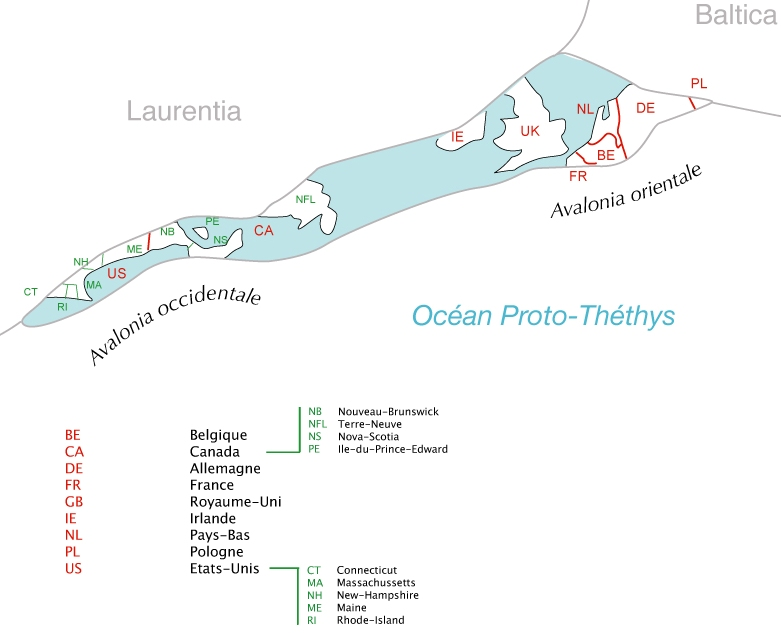
I territori attuali (con frontiere nazionali) che hanno fatto parte del terrane di Avalonia

Avalonia in seno al supercontinente minore Laurussia nel Devoniano

Avalonia era un microcontinente e un terrane del Paleozoico; prende il nome dalla penisola di Avalon (Terranova). Ha dato origine all'attuale Polonia nord-occidentale, alla Germania settentrionale, ai Paesi Bassi, al Belgio, all'estremo nord della Francia, all'Inghilterra e al Galles, all'Irlanda meridionale, alla parte sud-orientale dell'isola di Terranova, alla metà settentrionale della Nuova Scozia e alla parte più orientale del New England (Maine, Connecticut, Massachusetts e Rhode Island).

## Storia geologica
Alla fine del Proterozoico, il fondale oceanico si immerse al di sotto del supercontinente Gondwana per un fenomeno di subduzione, dando origine all'orogenesi cadomiana (650-550 Ma fa). Rocce di origine cadomiana si trovano in tutto il sud della Gran Bretagna. Il microcontinente Avalonia si separò da Gondwana agli inizi dell'Ordoviciano (circa 490 milioni di anni fa), e si spostò progressivamente attraverso il Mare di Tornquist verso il continente Baltica (il continente Gondwana era situato in acque fredde, in acque tropicali) per entrare infine in collisione, insieme a Baltica, col continente Laurentia nel Siluriano e nel Devoniano e dare origine, con la chiusura dell'oceano di Giapeto, al supercontinente Laurussia durante l'orogenesi caledoniana (all'incirca 444-416 Ma). Dopo l'orogenesi ercinica (dalla fine del Carbonifero alla fine del Permiano), che vide la collisione di Gondwana con il margine meridionale di Laurussia, Avalonia fece parte del supercontinente Pangea. Durante il Cretaceo, allorquando Pangea iniziò a frammentarsi, la crosta continentale di Avalonia venne divisa in due dall'apertura dell'oceano Atlantico (circa 150 Ma di anni fa). L'apertura dell'Atlantico avvenne seguendo l'antica catena sorta dall'orogenesi Caledoniana (e quindi dell'antico oceano di Giapeto), ma non coincise esattamente con essa. L'analisi dei fossili, per esempio, mostra come parte di Avalonia (per es., la penisola di Avalon e il New England) sia finita dalla "sponda" di Laurentia, altra parte di Avalonia (per es., Galles, Spagna e Nordafrica) dalla sponda opposta.